# Sainte-Colombe-sur-Loing
Sainte-Colombe-sur-Loing is een plaats en voormalige gemeente in het Franse departement Yonne in de regio Bourgogne-Franche-Comté. De plaats maakt deel uit van het arrondissement Auxerre en telt 211 inwoners (1999).

## Geschiedenis
Op 1 januari 1973 werd Sainte-Colombe-sur-Loing opgenomen in gemeente de Treigny als commune associée om in 1976 weer zelfdstandig te worden. De gemeente maakte deel uit van het kanton Saint-Sauveur-en-Puisaye tot dit op 22 maart 2015 werd opgeheven en Sainte-Colombe-sur-Loing opging in het op diezelfde gevormde kanton Vincelles. Op 1 januari 2019 fuseerde de gemeente weer met Treigny tot de commune nouvelle Treigny-Perreuse-Sainte-Colombe.

## Geografie
De oppervlakte van Sainte-Colombe-sur-Loing bedraagt 14,6 km², de bevolkingsdichtheid is 14,5 inwoners per km².
De onderstaande kaart toont de ligging van Sainte-Colombe-sur-Loing met de belangrijkste infrastructuur en aangrenzende gemeenten.

## Demografie
Onderstaande figuur toont het verloop van het inwonertal (bron: INSEE-tellingen).